# Одни из нас (фильм)
«Одни из нас» (англ. Please Don't Feed the Children) — американский психологический триллер режиссёра Дестри Эллин Спилберг по сценарию Пола Бертино. Главные роли в фильме исполняют Мишель Докери, Зои Коллетти и Джанкарло Эспозито.

## Сюжет
В результате загадочной пандемии взрослое население страны было уничтожено. Группа сирот отправляется на юг в поисках новой жизни. Вскоре они узнают опасную тайну от сумасшедшей женщины.

## В ролях
- Мишель Докери
- Зои Коллетти
- Джанкарло Эспозито[2]
- Риган Алия
- Эндрю Лайнер
- Джошуа Мельник
- Эмма Майзель
- Дин Скотт Васкес
- Вернон Дэвис[3]

## Производство
О начале работы над картиной стало известно в марте 2023 года. Дестри Эллин Спилберг приступила к съёмкам своего первого полнометражного фильма по сценарию Пола Бертино. Главную роль получила Мишель Докери. В мае 2023 года в актёрский состав вошли Риган Алия, Зои Коллетти и Эндрю Лайнер. В следующем месяце к ним присоединились Джошуа Мельник, Эмма Майзел и Дин Скотт Вазкез.
Основные съёмки фильма «Одни из нас» проходили в Санта-Фе, в июле 2023 года. Производство получило временное соглашение, позволяющее актёрам продолжать работу над фильмом во время забастовки SAG-AFTRA.

## Релиз
Мировая премьера фильма состоялась 11 октября 2024 года на 57-м Международном кинофестивале в Сиджесе. В июне 2025 года стало известно, что стриминговый сервис Tubi приобрёл права на показ фильма в США и Канаде, назначив его релиз на 27 июня.